# 自然历史出版社 (婆罗洲)

自然历史出版社 (婆罗洲)的标志

自然历史出版社 (婆罗洲)（Natural History Publications (Borneo) Sdn. Bhd.）是一家位于婆罗洲亞庇的出版社。其为马来西亚乃至整个东南亚英文及自然历史书籍的出版商。婆罗洲作为世界上生态系统多样性最丰富的一个地区，该公司出版了大量关于其生物资源的作品。尤其关于兰花和婆罗洲自然群落和景观的书籍颇受赞誉。
陈氏猪笼草（Nepenthes chaniana）和已知最长的昆虫，陈氏竹节虫（Phobaeticus chani）都得名于自然历史出版社 (婆罗洲)的常务董事陈周伦（Chan Chew Lun）。

## 扩展阅读
- 自然历史出版社 (婆罗洲)主页 （页面存档备份，存于）